# 金森道正
金森 道正（かなもり みちまさ）は、日本の元アマチュア野球選手（投手、外野手）。

## 経歴・人物
天理高等学校では甲子園に3度出場。2年生時、1972年夏の選手権ではエースとして準決勝に進出するが、この大会で優勝した津久見高校の水江正臣投手に抑えられ敗退。1973年春の選抜は準々決勝に進み、鳴門工業高校の高橋周司と投げ合うが、0-2で完封負け。同年夏の選手権は投手と右翼手として活躍し、青森商業高校、中京商業高校を連続完封するが、3回戦で植松精一らのいた静岡高校に敗れる。また、一回戦で大会で3号本塁打を放った。高校同期に佐藤清がいた。同年のドラフト会議で中日から6位指名を受けたが、入団に拒否した。高校卒業後は新日本製鐵名古屋に入社した。
入社後は左翼手として活躍し、1974年の都市対抗野球と1975年の都市対抗野球で、2年連続出場を果たした。翌年に開催された第3回社会人野球日本選手権大会ではエースの水谷啓昭の好投により、チームの初優勝を果たし、大会優秀選手にも選ばれた。